# امپایر کمپانی
امپایر کمپانی (انگلیسی: Empire Company) شرکت خوشه‌ای آمریکایی است، که در سال ۱۹۶۳ تأسیس شد.